# Павлинья комната
«Гармония в голубом и золотом: Павлинья комната» (англ. Harmony in Blue and Gold: The Peacock Room; более известная как Павлинья комната) — шедевр искусства оформления интерьера и декоративной росписи Джеймса Уистлера, находящийся в Галерее искусств Фрира в Вашингтоне, округ Колумбия. Уистлер декорировал комнату в единой, насыщенной палитре, с использованием сине-зеленых панелей с остеклением и сусального золота. Роспись, выполненная в 1876—1877 годах, является не только одним из наиболее ярких примеров идеологии эстетизма, свойственной автору, но и одним из лучших образцов японизма в западноевропейском и американском искусстве, предвещающем эстетику искусства модерна. Высота комнаты составляет 421,6 см., ширина — 613,4 см., длина — 1026,2 см.

## История
«Павлинья комната» была спроектирована как столовая в таунхаусе, расположенном по адресу 49 Prince's Gate в районе Кенсингтон в Лондоне, принадлежавшему британскому судоходному магнату Фредерику Лейленду. Лейланд нанял британского архитектора Ричарда Шоу для ремонта и реконструкции своего дома. Шоу доверил реконструкцию столовой Томасу Джекиллу, другому британскому архитектору, имевшему опыт работы в англо-японском стиле.
Джекилл разработал концепцию столовой в виде Porsellanzimmer (фарфоровая комната). Он выстроил сложную решётчатую структуру из резных шпинделевых полок из грецкого ореха, на которых была размещена коллекция китайского синего и белого фарфора Лейланда, в основном эпохи Канси династии Цин. Стены он покрыл кожаными обоями XVI века, привезенными в Англию как часть приданого Екатерины Арагонской. На них были изображены её геральдические символы: открытый гранат и ряд красных и тюдоровских роз, как символ союза с Генрихом VIII. Обои несколько веков висели на стенах дома в стиле Тюдоров в Норфолке, прежде чем Лейланд купил их за 1000 фунтов.
На южной стороне комнаты, в центре, прямо под большой пустой кожаной панелью, располагался ореховый валлийский комод, а с обеих сторон — обрамлённые полки. С восточной стороны три окна, в полный рост, с видом на частный парк , были закрыты ставнями из орехового дерева. На севере — камин, над которым висела картина Уистлера «Принцесса из страны фарфора», служившая центральным компонентом комнаты. Потолок был отделан подвесными панелями в стиле Тюдоров и украшен восемью газовыми светильниками в форме шара. На полу лежал ковёр с красной каймой. 

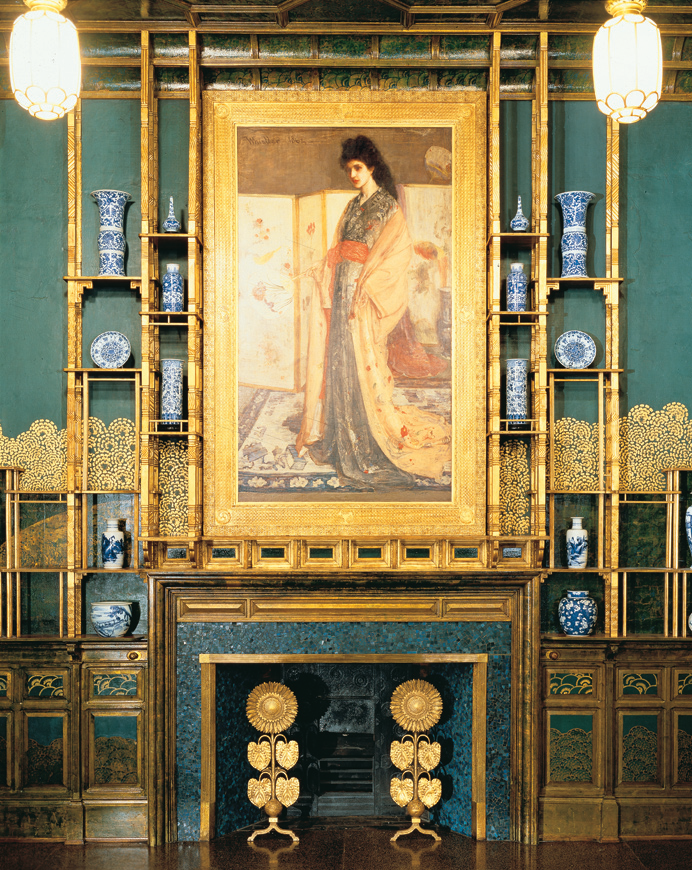
«Принцесса из страны фарфора» — композиционный центр Павлиньей комнаты

Джекилл почти завершил свою работу, когда болезнь вынудила его отказаться от участия в проекте. Уистлер, который тогда занимался оформлением прихожей дома Лейланда, вызвался закончить работу Джекила в столовой. Обеспокоенный тем, что красные розы на обоях вступали в противоречие с цветовой гаммой его «Принцессы», Уистлер предложил ретушировать кожу жёлтой краской, на что Лейланд ответил согласием. Он также разрешил украсить карниз «волновым узором», таким же, как на хрустальной двери, сделанной Джекиллом, а затем отправился в свой дом в Ливерпуле. Во время отсутствия Лейленда Уистлер пошёл на более смелые изменения:
Ну, вы знаете, я просто расписывал. Я начал работу «без проекта или эскиза», он рождался, пока я писал. И ближе к концу я достиг такой точки совершенства —  «в каждом прикосновении — свобода» — что, когда я подошел к углу, с которого начал, мне пришлось снова переделывать его, так как разница между началом и концом была очень заметна. И гармония в сине-золотом начала складываться, и вы знаете, от этой радости я забыл обо всем.
Джеймс Уистлер
По возвращении Лейланд был шокирован «улучшениями». Художник и меценат поссорились из-за комнаты и надлежащей компенсации за работу. Уистлер был очень зол на Лейланда, и, в какой-то момент получив доступ к столовой, нарисовал двух боевых павлинов, символизирующих художника и его покровителя. Эту картину он назвал «Искусство и деньги, или история комнаты» (Art and Money: or, The Story of the Room). Считается, что Уистлер сказал Лейленду: «Ах, я сделал тебя знаменитым. Моя работа будет жить, когда вас забудут. Тем не менее, по случайности, в последующие десятилетия вас будут помнить как владельца Павлиньей комнаты».
На этом разногласия между Уистлером и Лейландом не закончились. В 1879 году, после суда с искусствоведом Джоном Рёскиным, когда Уистлер был вынужден объявить о банкротстве, Лейланд, как его крупнейший кредитор, присутствовал при инвентаризации его имущества. Когда кредиторы прибыли в дом художника их приветствовала картина «Золотые струпья: извержение в Frilthy Lucre (Кредитор)» — большая карикатура на Лейланда, изображенного в виде антропоморфного демонического павлина, играющего на пианино, сидя на доме Уистлера.
Художник упомянул об этом инциденте в своей книге «Изящное искусство создавать себе врагов». История стала более драматичной из-за любви Уистлера к жене Лейланда, Фрэнсис, которая рассталась с мужем в 1879 году.
Автор первоначального проекта столовой Томас Джекилл был настолько потрясён видом «своей» комнаты, что вернувшись домой, позднее был найден в своей студии на полу, покрытом сусальным золотом. Он так и не пришёл в себя и умер безумным три года спустя.
В 1904 году наследники Лейланда, его дочь и её муж, художник Вал Принсеп, продали «Принцессу из страны фарфора» американскому промышленнику и коллекционеру Чарльзу Фриру. Вместе с картиной он анонимно приобрёл и всю «Павлинью комнату». Фрир перевез обстановку в свой особняк в Детройте. После его смерти в 1919 году она была перенесена в Галерею искусств Фрира в Смитсоновском институте в Вашингтоне, открывшуюся в 1923 году.

## В культуре
- Инсталляция «Презренный металл»[12] (англ. Filthy Lucre), 2013—2015 год, Даррен Уотерстон — инсталляция демонстрирует обветшавшую Павлинью комнату[13][14].

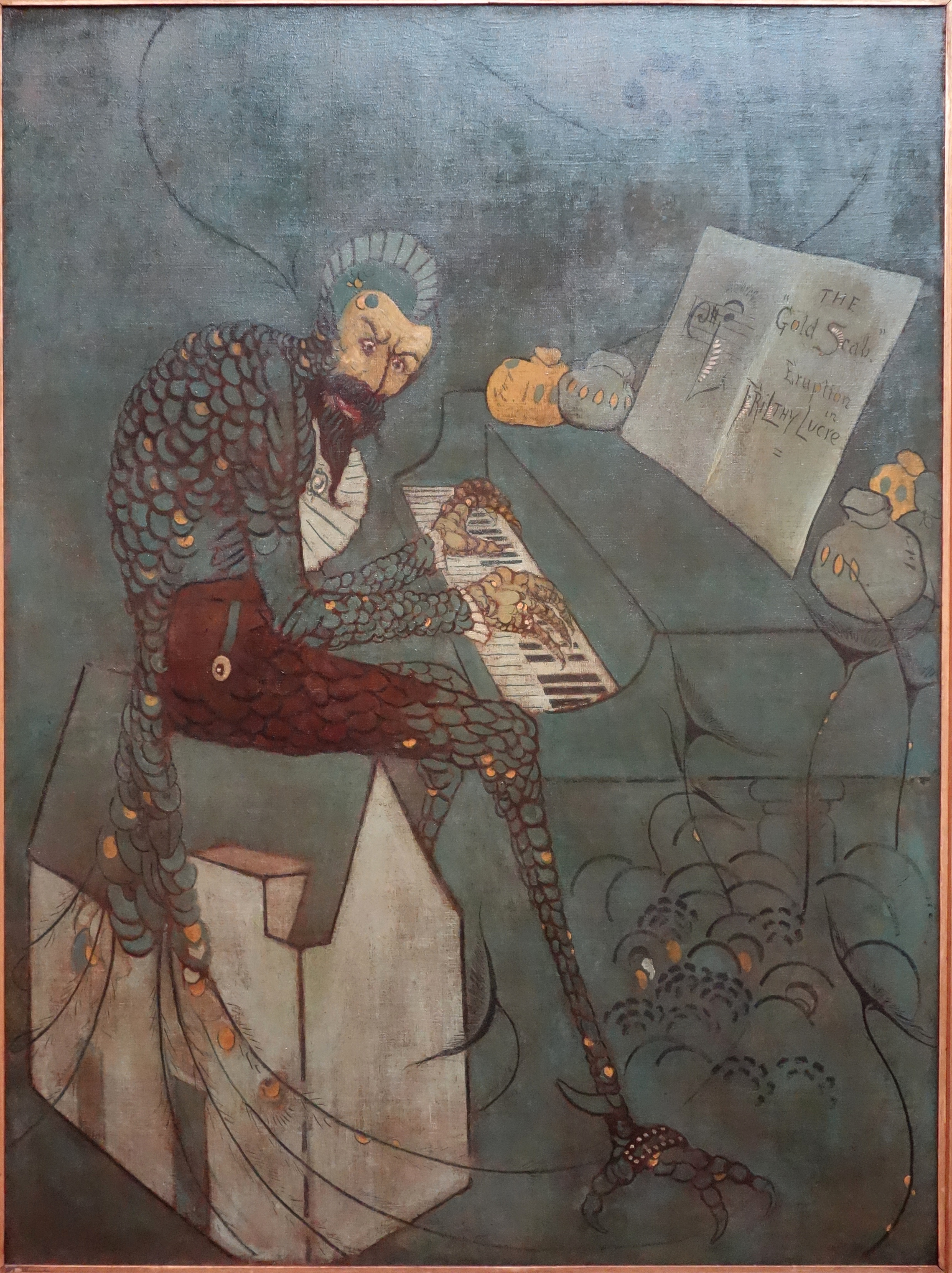
Золотые струпья: извержение в Frilthy Lucre (Кредитор). Уистлер, 1879, холст, масло. Музей де Янга, Сан-Франциско
Эскизы для оформления комнаты, 1876
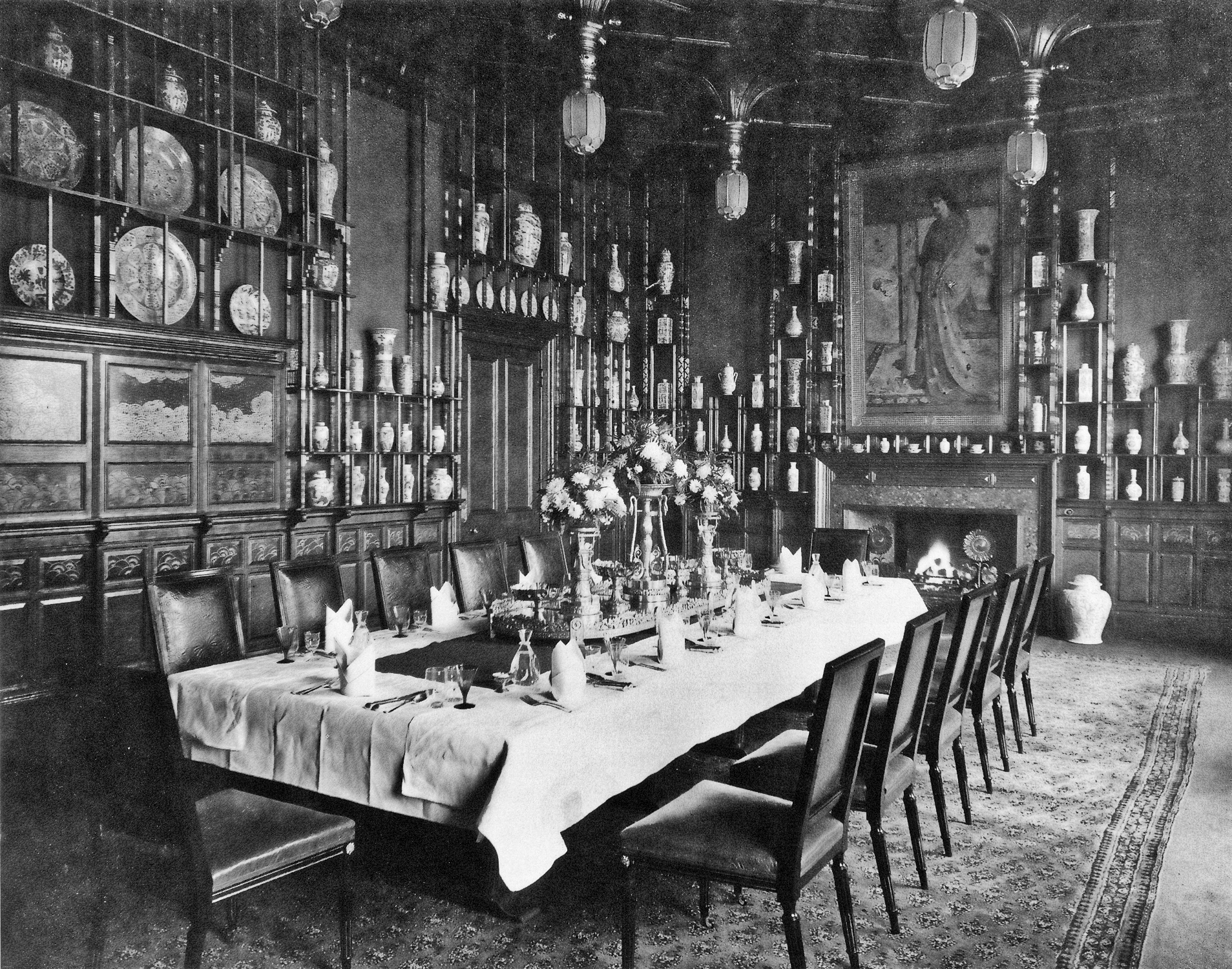
Павлинья комната, 1890, Лондон
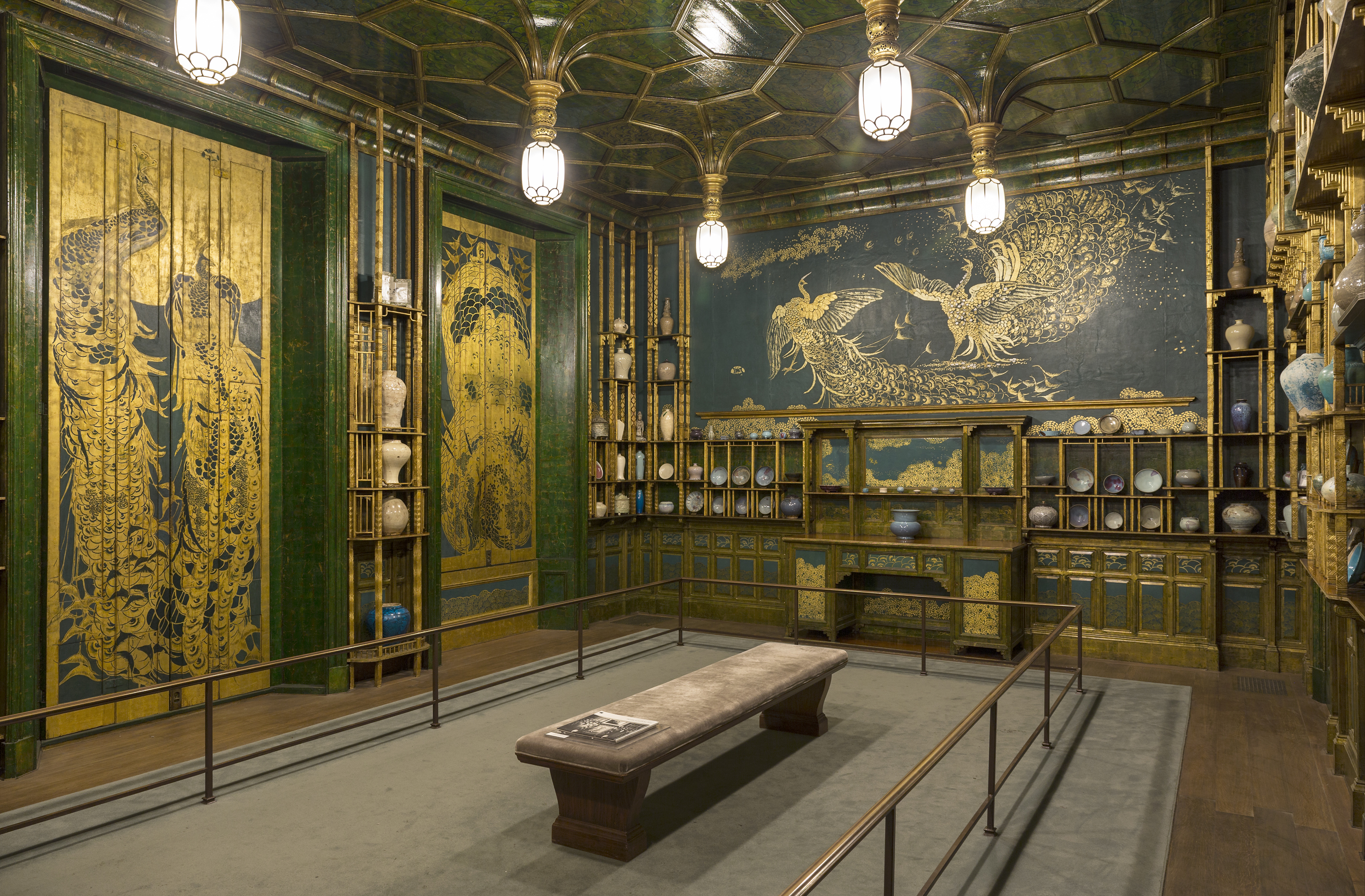
Южная сторона комнаты
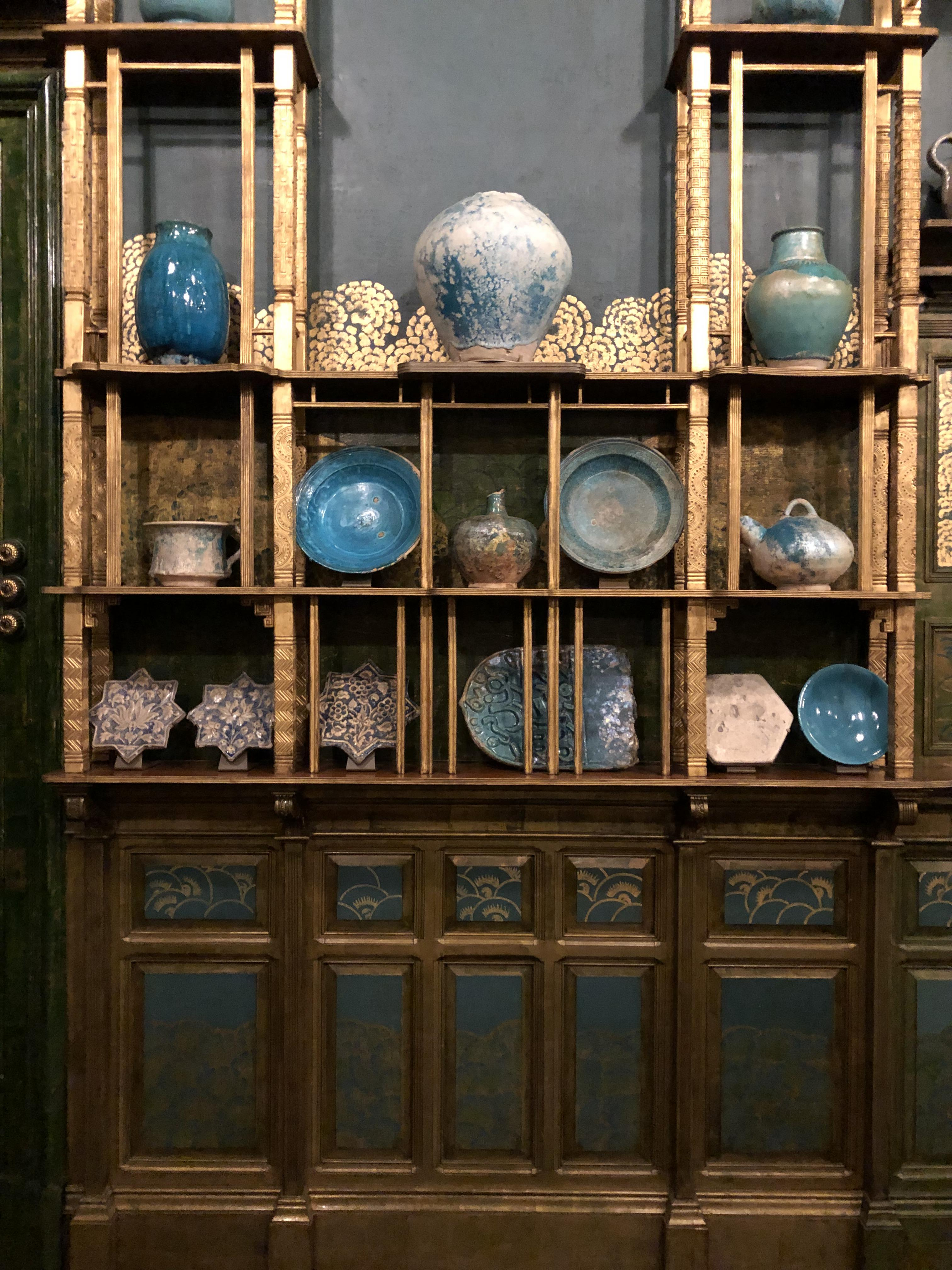
Китайский фарфор, на полках в комнате